# 阿瓦大桥

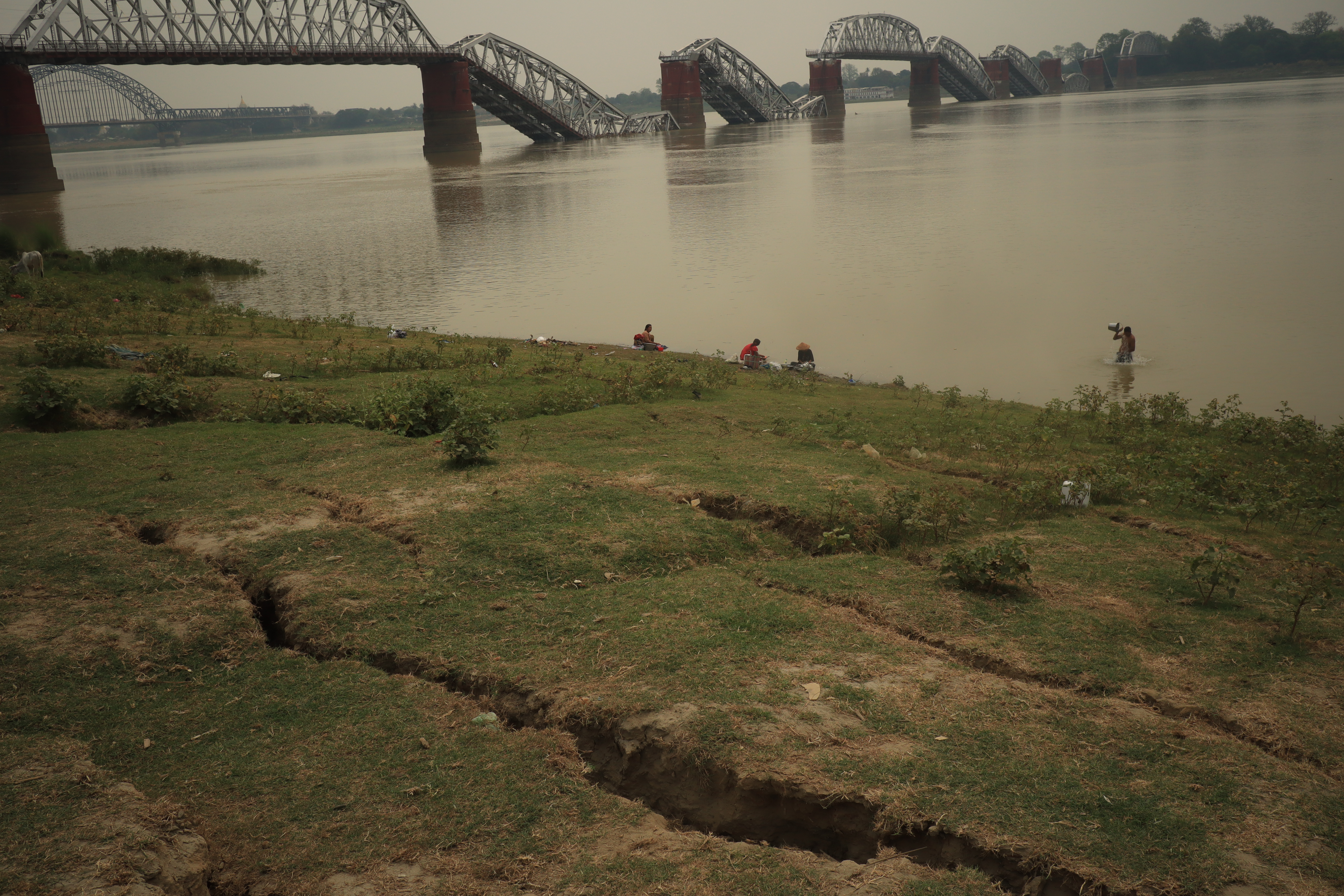
倒塌后的阿瓦大桥

阿瓦大桥是缅甸的一座跨过伊洛瓦底江的公路铁路两用桥，连接曼德勒省的阿瓦与實皆省的实皆，1934年首次建成，在第二次世界大战中损毁，1954年重建，在2025年缅甸地震中损毁。